# 김태현 (2003년)
김태현(金太賢, 2003년 3월 8일 ~ )는 대한민국의 축구 선수로, 포지션은 센터백, 수비형 미드필더이다.